# Abtei Saint-Vanne (Verdun)

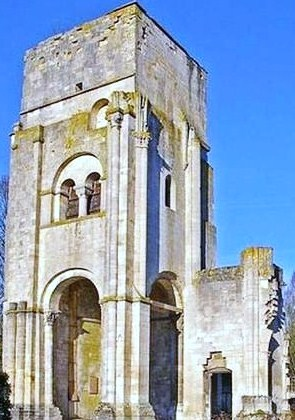
Der erhaltene Turm der Abtei Saint-Vanne

Die Abtei Saint-Vanne (lat. Abbatia Sancti Vitoni) war ein Benediktinerkloster in Verdun in Lothringen. Die Abtei, die innerhalb der heutigen Zitadelle von Verdun stand, war im 17. Jahrhundert der Ausgangspunkt der benediktinischen Reformen nach dem Konzil von Trient, woraus die sogenannte Lothringische Benediktinerkongregation hervorging.

## Geschichte
Nach einem Normanneneinfall im 9. Jahrhundert berief der Verduner Bischof Bernhard (871–880) acht Kanoniker an die wiederhergestellte Kirche (ursprünglicher Name: Virdunense monasterium Sancti Petri). Als dieses Kanonikerstift im 10. Jahrhundert in Verfall geriet, wandelte es Bischof Berengar 951/52 in eine Benediktinerabtei um und berief die ersten Mönche aus dem Kloster Saint-Aper in Toul, für deren Unterhalt er sorgte. Die Gründung der Abtei erfolgte 952 am Grab des heiligen Vanne (Vitonus), der im 5. Jahrhundert Bischof von Verdun gewesen war. Seine bedeutendste Zeit hatte das sich gut entwickelnde Kloster im darauffolgenden 11. Jahrhundert vor allem unter Abt Richard (1005–1046), der zuvor Kanoniker in Reims gewesen war. In langjähriger innerer und äußerer Reformtätigkeit formte er Saint-Vanne zu einem geistlichen Zentrum in Lothringen, in dem er die Klosterreform von Gorze (sog. lothringische Mischobservanz) einführte. Unter Abt Rudolf (1075–1099) erfolgte dann eine Hinwendung zu Cluny und seinen Gebräuchen, jedoch ohne formalen Anschluss. Der Investiturstreit wurde zum Hemmschuh für die weitere Entwicklung des Klosters, als die Mönche sich auf die Seite des Papstes stellten, während der Bischof auf der Seite des Kaisers stand, und sie in der Folge das Kloster ins Exil verlassen mussten.
Vom 12. bis 15. Jahrhundert sehen wir eine rege Bautätigkeit in Saint-Vanne, die mit dem Bau der neuen Abteikirche (1417–1452) ihren Abschluss findet. Im 13. und 14. Jahrhundert wurde Saint-Vanne wieder zu einer bedeutenden Abtei und behielt als von Cluny und Cîteaux unabhängiges Kloster einen bemerkenswerten Einfluss in der Region. Ab der Mitte des 15. Jahrhunderts wurde die Abtei jedoch der Regierung von Kommendataräbten unterworfen. 1572 fiel gar das Mensalgut des Abtes an das Bistum Verdun.
1552 fielen Verdun und damit auch Bistum und die Abtei an Frankreich (Vertrag von Chambord), kurz darauf begannen die Hugenottenkriege, an deren Ende (1598) Saint-Vanne am Boden lag. Die Wiederherstellung des Klosters gelang erst Prior Didier de la Cour (1550–1623), der die 1604 gegründete Congrégation de Saint-Vanne et Saint-Hydulphe (Vannisten) initiierte, zu der im Jahr 1672 48 vor allem elsässische und lothringische Klöster wie Moyenmoutier, Senones, Munster und Luxeuil gehören sollten, und deren Stammkloster Saint-Vanne wurde.
Bereits 1554 hatte König Heinrich II. den Bau einer Zitadelle in Verdun angeordnet, die Arbeiten wurden begonnen, aber nicht abgeschlossen. Ab 1624 wurde dann anstelle der Mauern der Abtei die Zitadelle der jetzigen Grenzstadt Verdun fertiggestellt, die mittelalterlichen Türme des Klosters wurden ausgebaut und zum Bestandteil der Festung gemacht.
Die Abtei Saint-Vanne wurde in der Folge der Französischen Revolution 1791 aufgelöst. Mit der Aufhebung der Abtei und der ihr verbundenen Klöster löste sich auch die Kongregation von Saint-Vanne auf.
Die Gebäude wurden 1830 fast vollständig abgerissen. Einziger Rest ist die Tour Saint-Vanne innerhalb der Zitadelle von Verdun, der 1920 als Monument historique klassifiziert wurde.

## Persönlichkeiten
- Friedrich, Graf von Verdun, † 6. Januar 1022 in Saint-Vanne, 997 Mönch in Saint-Vanne
- Ludwig I., Graf von Chiny, † ermordet in der Abtei Saint-Vanne 28. September 1025
- Hermann von Eenham, † 28. Mai 1029, Graf von Verdun, begraben in Saint-Vanne in Verdun;
- Gottfried II., † 26. September 1023, 1012 Herzog von Niederlothringen, begraben in Saint-Vanne
- Gottfried III., † 30. Dezember 1069 in Verdun, 1026 Graf von Verdun, 1044/46 Herzog von Oberlothringen, abgesetzt, 1056 Graf von Tusculum, 1065/69 Herzog von Niederlothringen, bestattet in Saint-Vanne;
- Rudolf (Rodulf) von Luxemburg, Sohn von Graf Konrad I. von Luxemburg, 1075/99 Abt von Saint-Vanne
- Hugo von Flavigny (1065–nach 1140), Mönch in Saint-Vanne